# اتفاقية أروشا
اتفاقية أروشا هي معاهدة وقعت في 24 سبتمبر 1969 في أروشا تنزانيا، بين المجموعة الأوروبية ودول شرق إفريقيا الثلاث كينيا وأوغندا وتنزانيا. دخلت الاتفاقية حيز التنفيذ في 1 يناير 1971 بالتزامن مع اتفاقية ياوندي الثانية، بهدف إقامة علاقات اقتصادية أفضل بين المفوضية الأوروبية والدول الأفريقية. في نهاية فترة سريانها تم التوقيع على اتفاقية لومي التي حلت محل الاتفاقيات السابقة ووسعتها لتشمل 46 دولة من دول أفريقيا والكاريبي والمحيط الهادي.

## التاريخ
في عام 1967 تضافرت ثلاث دول من شرق إفريقيا (كينيا وتنزانيا وأوغندا) لم تكن أعضاء في الدول المنتسبة إلى إفريقيا ومدغشقر، ولكنها كانت دولًا أعضاء في كومنولث الأمم مجتمعة لإنشاء مجموعة شرق إفريقيا. في 26 يوليو 1968 وقعت المجموعة الاقتصادية الأوروبية اتفاقية شراكة أولية مع مجموعة شرق إفريقيا. لم تدخل هذه الاتفاقية حيز التنفيذ لأنها لم تصدق عليها جميع البلدان المعنية. في 24 سبتمبر 1969 في أروشا تم توقيع اتفاقية ثانية بين المجموعة الأفريقية والأوروبية. تم التوقيع على هذه الاتفاقية في نفس الوقت الذي تم فيه توقيع اتفاقية الشراكة بين الجماعة الأوروبية والدول الأفريقية والكاريبية ودول المحيط الهادي باسم ياوندي الثانية، دخل كل من اتفاق أروشا واتفاقية ياوندي الثانية حيز التنفيذ في 1 يناير 1971 لمدة خمس سنوات.

## المحتوى
أنشأت اتفاقية أروشا رابطة تجارية تتمثل في مناطق تجارة حرة جزئية ومؤسسات مشتركة، ولكن على عكس اتفاقية ياوندي الثانية، دون تعاون مالي وتقني. وفقًا لذلك غطت الاتفاقية التجارة الباب الأول، وحق التأسيس وتقديم الخدمات في الباب الثاني، والمدفوعات ورأس المال في الباب الثالث، والأحكام المؤسسية في الباب الرابع، والأحكام العامة والنهائية في الباب الخامس.